# 刘君 (足球运动员)
刘君（1990年2月2日—），出生于山东青岛，中国足球运动员，司职守门员，现效力于青岛海牛。

## 职业生涯
刘君长期担任江苏舜天替补门将，但从未获得过联赛出场机会。2013年，刘君加盟新成立的中乙球队青岛海牛，担任于子千的替补，赛季中首发出场一次，替补出场一次，球队冲上中甲。2014年，刘君随队继续征战中甲。